# Drenaggio elettrico
Il drenaggio elettrico viene utilizzato come provvedimento risolutivo ed efficace nei contesti in cui si desidera evitare danni conseguenti al fenomeno dell'elettrolisi, ovvero nei processi in cui una corrente elettrica può provocare la decomposizione di un materiale in soluzione, tipicamente acqua, generando gas come idrogeno e ossigeno.
Il drenaggio elettrico consente la protezione dalle correnti vaganti e dai suoi effetti corrosivi, e viene attuato collegando le varie strutture ad un conduttore di ritorno o a dispersori posti in rete.
Esso viene considerato nella progettazione delle tubazioni interrate o per la protezione di strutture metalliche o condutture in ambito ferroviario.
In campo ferroviario sono presenti diverse tipologie di drenaggio:
- diretto;
- unidirezionale;
- forzato.[11]